# Дом Рейхлина
Дом Рейхлина (нем. Reuchlinhaus) — культурный центр, расположенный в городском парке баден-вюртембергского города Пфорцхайм; «кубическое» здание было построено по проекту архитектора Манфреда Лембрука (1913—1992) в период между 1957 и 1961 годами — и названо в честь философа и гуманиста Иоганна Рейхлина. В «Рейхлинхаузе», являющемся памятником архитектуры с 1995 года, сегодня располагается Музей ювелирных изделий Пфорцхайма.